# إلبه
نهر إلبه (بالألمانية: Elbe، بالألمانية الدنيا: Elv، بالتشيكية: Labe) من أهم أنهار أوروبا الوسطى، ينبع من جبال الكركونوشه في جمهورية التشيك ويخترق التشيك وألمانيا قبل أن يصب قرب مدينة هامبورغ في بحر الشمال بطول كلي 1,094 كم. وبذلك فهو أحد أهم طرق النقل النهري في منطقة أوروبا الوسطى. ذكر كل من سترابو (20م) وتاسيتوس (117م) أن اللومبارد سكنوا بالقرب من مصب الإلبه بعد وقت قصير من بداية العصر المسيحي، قرب شاوكي. بينما يذكر سترابو أن اللومبارد سكنوا طرفي الإلبه.
تبلغ مساحة مستجمع حوض نهر إلبه وروافده حوالي 148,268 كيلومتر مربع (57,247 ميل مربع)، وهو رابع أكبر مستجمع أحواض في أوروبا. يمتد حوض إلبه على أربع بلدان ويقع الجزء الأكبر منه في ألمانيا (65.5%) وجمهورية التشيك (33.7%)، فيما تمتد أجزاء صغيرة منه في النمسا (0.6%) وبولندا (0.2%). ويعيش في منطقة الحوض نحو 24.4 مليون نسمة.
كشف عالم الآثار الألماني «فيلي فيغيفيتز» عدة مواقع دفن تعود للعصر الحديدي عند الإلبه السفلي وذكر أنها «لانغوباردية».مواقع الدفن هي عبارة عن مواقع حرق جثث الموتى ويعود تاريخها إلى ما بين القرن السادس قبل الميلاد والقرن الثالث الميلادي، لذلك لا يعتقد بانقطاع سكن المستوطنة. تقع أراضي الإلبه السفلية ضمن نطاق ثقافة ياستورف وتصبح إلبه جرمانية بحيث تختلف عن الأراضي بين الراين و «نهر الفيسر» وبحر الشمال.

## أهميته
يستغل نهر الإلبه حاليا كممر نهري لنقل البضائع إلى هامبورغ ومنها إلى بحر الشمال وجميع بلدان العالم. يقع مصب الإلبه نحو 100 كيلومتر شمال ميناء هامبورغ عند مدينة «برونزبوتيل». يستغل نهر الإلبه في الملاحة الداخلية داخل أوروبا بين تشيك وألمانيا، هولندا وبحر الشمال، ذهابا وإيابا. وقد بنيت قنوات متفرعة منه خلال ألمانيا توصله بقنوات اصطناعية فرعية مثل قناة الإلبه الفرعية بقناة وسط ألمانيا وأهوسة متعددة منها هويس رافع لونيبورغ بالقرب من براونشفايغ؛ بهذا يتسنى مرور السفن الصغيرة والصنادل الحاملة لمواد البناء والفحم والنفط بين جمهورية التشيك وهولندا.
يوجد ميناء هامبورغ على نهر الإلبه مباشرة وهو ثاني أكبر الموانيء الأوروبية بعد روتردام بهولندا، وأحد أكبر مخازن الحاويات في العالم.
تقسم الحدود الألمانية التشيكية نهر الإلبه بالقرب من مدينة درسدن، ألمانيا.

## مزيد من القراءة
- Rada, Uwe (2013). Die Elbe. Europas Geschichte im Fluss (بالألمانية). Munich: Siedler. ISBN:978-3-88680-995-0.